# Прапор Магаса
Прапор Магаса — прапор муніципального округу міста Магас Республіки Інгушетія Російській Федерації.

## Опис
«Прапор міста Магас — столиці Республіки Інгушетія є прямокутним полотнищем червоного кольору із зображенням символіки герба міста Магас у центрі, відношення ширини прапора до його довжини 2:3».

## Обґрунтування символіки
Прапор розроблений на основі герба міста Магас, затвердженого 11 жовтня 2008 року.
Червоний колір полотнища символізує мужність, радість, перемогу, безстрашність і прагнення прогресу.
Сонце — символ світу і процвітання — вказує на назву міста Магас (інг. Місто Сонця). Сонце — це вираження нових життєвих сил, істини та правди про історію героїчного народу, який жив і захищав Магас. Символ Сонця проявляється у його незламності та вічності.
Золотий орел з розкритими крилами втілює силу, владу, велич, гостинність і піднесені устремління. Орел висловлює ідею відродження та оновлення, а також нове народження столиці Республіки Інгушетія — міста Магас, колись одного з найбільших міст древнього Північного Кавказу. Орел представлений у золотому кольорі, як символ могутності, сталості, багатства, великодушності, сили, чистоти, величі, справедливості та вищої духовності.
На грудях орла інгушський щит червоного кольору із зображенням золотого солярного знака із трьома завитками, спрямованими проти годинникової стрілки. Солярний знак з лівим напрямком променів вважається чоловічим, означає весняний приліт птахів, а також три положення сонця: на сході, у зеніті та на заході сонця. За старих часів цей знак використовувався як оберіг. Три промені триквіту можуть означати та три найвищі цінності — віру, знання та доброчесну поведінку, або три лики часу — минуле, сьогодення та майбутнє, як символ вічного руху світу.